# NGC 4401
NGC 4401 je H II područje u zviježđu Lovačkim psima, u skupini Lovačkim psima I (Canes Venatici I, CVn I, skupina M94).
Sadrži divovsku zvjezdanu asocijaciju i najsvjetlije je H II područje u galaktici NGC 4395.
U fotografskim istraživanjima koje je sprovela zvjezdarnica Palomar 1958. zabilježena je u skupini pod brojem 105.
Usporedi otkriće Johna Herschela 29. srpnja 1827. Ine jasne u toj galaktici nose oznake NGC 4399 i NGC 4400.

## Vanjske poveznice
- (engl.) SEDS: NGC 4401
- (engl.) Revidirani Novi opći katalog
- (engl.) Izvangalaktička baza podataka NASA-e i IPAC-a
- (engl.) Astronomska baza podataka SIMBAD
- (engl.) VizieR